# IC 4816
IC 4816 — галактика типу S (спіральна галактика) у сузір'ї Стрілець.
Цей об'єкт міститься в оригінальній редакції індексного каталогу.